# Luci Lucreci
Luci Lucreci (Lucius Lucretius) va ser un magistrat romà del segle iii aC. Formava part de la gens Lucrècia, una gens romana d'origen patrici
Va ser qüestor el 218 aC, any d'inici de la Segona Guerra Púnica, i va ser fet presoner pels lígurs junt amb altres oficials romans. Els lígurs els van entregar al cartaginès Hanníbal amb el que havien fet aliança.